# The Sims 4: Времена года
The Sims 4: Времена года (англ. The Sims 4: Seasons) — пятое дополнение к компьютерной игре The Sims 4. Выход игры состоялся 22 июня 2018 года в США. Дополнение вводит времена года, осадки и сезонные праздники, которые влияют на повседневную жизнь симов. «Времена года» включают в себя элементы таких расширений к предыдущим играм серии The Sims, как The Sims 2: Времена года и The Sims 3: Времена года.
Тема погоды была выбрана для дополнения, так она всегда оставалась наряду с домашними животными самой любимой темой у фанатов The Sims. Разработчики уделили особое внимание переработке всех имеющихся игровых миров, тем не менее это первое и единственное дополнение The Sims 4, не добавляющее городок. Для дополнения на симлише свои песни исполнили известные музыканты, такие, как Nelly, Aly & AJ, Элис Купер, 5 Seconds of Summer и другие.
Критики похвалили расширение, заметив, что оно значительно обогащает базовый геймплей The Sims 4 и делает окружающий мир более живым и завершённым. Тем не менее отсутствие игрового мира стало и главным недостатком дополнения.

## Геймплей
Дополнение вводит климатические (весна, лето, осень, зима) и погодные эффекты (дождь, снег, жара), а также связанные с ними взаимодействия, доступные для симов. Погодные условия и времена года в разных городках различаются в зависимости от задуманных климатических условий. Например, в засушливом Оазис Спрингс мало осадков, а в северных городах Гранит Фоллз и Бриндлтон Бэй, более прохладная погода.

Демонстрация четырёх времён года

У каждого времени года в The Sims 4 «Времена года» есть свои особенности: зимние снегопады, распускающиеся весенние цветы, освежающий дождь, молнии, золотая осенняя листва. У каждого сима появился индикатор, показывающий температуру тела: сим может замёрзнуть зимой или перегреется при жаркой погоде. Это также первое дополнение к The Sims 4, где не появляется городок.
Вместе с временами года, дополнение вводит календарь и сезонные праздники. В новый год симы украшают ёлку, дарят подарки и встречают «Деда Мороза», или весной, дети могут разыскивать пасхальные яйца. В «День любви» принято дарить цветы и идти на свидания, в «День урожая» — устраивают семейный ужин из собранного урожая. Помимо этого игрок может сам создавать праздники, выбирая нужные правила, традиции и атрибутику из доступного списка, например наряжаться в костюмы, вспоминать усопших, устраивать веселье у воды и так далее.
Вместе с погодой и системой праздников, дополнение вводит ряд возможностей, в частности расширяет геймплей садоводства, в том числе добавляет карьеру садоводства/ботаники. Также появилась возможность заниматься флористикой, пчеловодством и катанием ледовых/роликовых коньках. Среди прочих нововведений — термостат, возможность отдыхать или играть в надувном бассейне, качаться на качелях, играть в снежки/грязевые шарики/шарики с водой, лепить снеговика, убирать снег/листву, использовать зонт, охлаждаться у разбрызгивателя, управлять генератором погоды, общаться с волшебным пугалом и так далее.
| Основной список расширений  | Описание |
| --------------------------- | --- |
| Главная тема дополнения     | Времена года |
| Новый игровой мир           | нет |
| Расширение геймплея         | Введение времён года и связанных объектов геймплея, таких, как лепка снеговика, уборка снега и т.д. , осадков, температурного колебания, сезонных праздников                        |
| Новые навыки                | Флористика, катание на роликах/лыжах |
| Новые интерактивные объекты | надувной бассейн для малышей, подарки, пчелиный улей, коробка с украшениями для дома, автоматический полив, площадка для роликов/лыжного катания, устройство для управления погодой |
| Новые карьеры               | Садовод (ботаник, флорист) |
| Стиль мебели                | современный, органический |
| Новые объекты коллекции     | букеты флориста |
| Новый вид смерти            | переохлаждение, перегрев, удар молнией, подарить букет с цветком смерти пожилому симу                                                                                               |
| Сверхъестественные элементы | ожившее пугало, Дед Мороз, управление молнией, злые гномы |

## Создание
Тема времён года остаётся не новой, к предыдущим играм The Sims уже выпускались дополнения «The Sims 2: Времена года» (2007) и «The Sims 3: Времена года» (2012). Создание дополнения о временах года было вопросом времени, так как со слов разработчиков, тема погоды остаётся среди фанатов второй самой востребованной после домашних животных. При этом работа над данным дополнением отличалась от предыдущих, так как его требовалось создавать с учётом того, что оно постоянно влияет на повседневную жизнь симов и «помогает игрокам рассказывать новые истории о своих персонажах». Для этого разработчики ввели возможность создавать собственные сезонные праздники и планировать разные события в календаре. С помощью сезонных праздников разработчики хотели существенно расширить геймплей игры и добавить множество взаимодействий. Хотя тематические дополнения о сезонах выпускались к двум предыдущим играм The Sims, добавление сезонного календаря в конкретном дополнении является новшеством. Гранд Родиек, один из разработчиков заметил, «Времана года» держится на двух столпах, первое — это изменение погоды, а второе — это возможность заглядывать в будущее, то как пройдёт следующий год. Базовые праздники в игре создавались по подобию Рождества, Дня Светого Валентина, Дня Благодарения и Фестиваля Сейнфельда, однако игрок может также настроить собственные праздники, например Хеллоуин или Канун Нового года. Помимо этого, разработчики решили добавить в игру множество пасхалок, например возможность управлять армией пчёл, «пакостных гномов», ожившее чучело и другие интересные или «глупые» вещи. 
Так как миры в The Sims 4 связаны между собой, было решено сделать так, чтобы разные времена года протекали в них также одновременно. Тем не менее погода в каждом мире отличается в зависимости от задуманных климатических условий, например в Оазис Спрингс мало осадков. Помимо этого, специально для данного дополнения была полностью переработанная система садоводства, отныне привязанная к погодным изменениям и сезонам, также было решено добавить несколько категорий одежды для погоды, в то время, как в предыдущих дополнениях о погоде была только зимняя одежда. Разработчики также интегрировали возможности предыдущих расширений с погодой. Например погода влияет на поведение кошек и собак. Также содержимое каталога «Жуткие вещи» может разнообразить сезонный праздник, похожий на хеллоуин.
Тем не менее это первое дополнение, не добавляющее игровой мир, так как со слов разработчиков, они решили сконцентрироваться на переработке старых миров и их интеграции со сменой времён года, чтобы они выглядели красивее. Гранд Родиек заметил, что для дополнения команде пришлось обновить всё, вплоть до отдельно взятых кустов, деревьев и травинок во всех имеющихся мирах. Всего для данного дополнения было переработано около 40 локаций.
Также разработчики решили отказаться от глубокого снега, который в игре представляет собой перекрашенную в белый цвет текстуру. Команда аргументировала своё решение тем, что создание объёмного снега была для них затратным, а полученный результат не соответствовал стандартам качества. Таким образом разработчики решили сконцентрироваться на создании других аспектах дополнения. Позже один из разработчиков признался, что движок, используемый для создания The Sims 4 слишком плохо подходил для разработки глубокого снега, поэтому выделенный бюджет на разработку для дополнения был не достаточен для того, чтобы создать глубокий снег необходимого качества.

## Выпуск
Слухи о разработке были подтверждены ещё в феврале 2018 года, когда один из разработчиков заметил, что возможное введение времён года не будет ограниченно одним миром, ввиду того, что функционал предыдущих дополнений часто ограничивался одними мирами. В марте того же года, EA Games ещё раз подтвердила о том, что велась разработка над дополнением для PC и PlayStation 4.
24 мая 2018 года, состоялся официальный анонс дополнения с выпущенным трейлером. Тогда же стало известно, что «Времена года» выйдут 22 июня того же года. Исходя из анонса стало известно, что помимо времён года, в дополнение также будет добавлена улучшенная механика садоводства и сезонные праздники. В начале июня дополнения было впервые показано на выставке EA Play 2018.
Выход дополнения состоялся 22 июня 2018 года. Как заметила редакция Digitalspy, дополнение о сезонах было одним из самых желаемых и ожидаемых для фанатов игры The Sims 4. Тем не менее фанатами в трейлере было замечено отсутствие глубокого снега. Это в свою очередь вызвало очередную волну гневной реакции и даже была открыта петиция с требованием добавить глубокий снег в игру. Тем не менее разработчики подтвердили, что не собираются добавлять глубокий снег, так как это не вписывается в выделенный бюджет на разработку дополнения. Примечательно, что выход дополнения о погоде состоялся через 8 месяцев после «Кошек и Собак», а не через год, как это было с предыдущими дополнениями. Редакция StudyBreaks считает, что это связано с неудачным выходом каталога «Мой первый питомец», который фанаты сочли DLC для DLC, после чего доверие к разработчикам было сильно подорвано. Скорейший выход «Времён года» призван же «задобрить» разочарованных фанатов. По данным чарта World of Gamers, дополнение заняло 28 место в списке бестселлеров для ПК в 2018 году. А по состоянию на июль 2018 года, игроками было куплено 800 тысяч копий дополнения, что сделало его вторым популярнейшим расширением к The Sims 4 после «Кошек и Собак». 13 ноября 2018 года дополнение вышло для игровых приставок PlayStation 4 и Xbox One.
22 января 2019 года игра вышла для консолей в составе коллекции с игровым набором «Приключение в джунглях» и каталогом «Жуткие Вещи». 

## Музыка

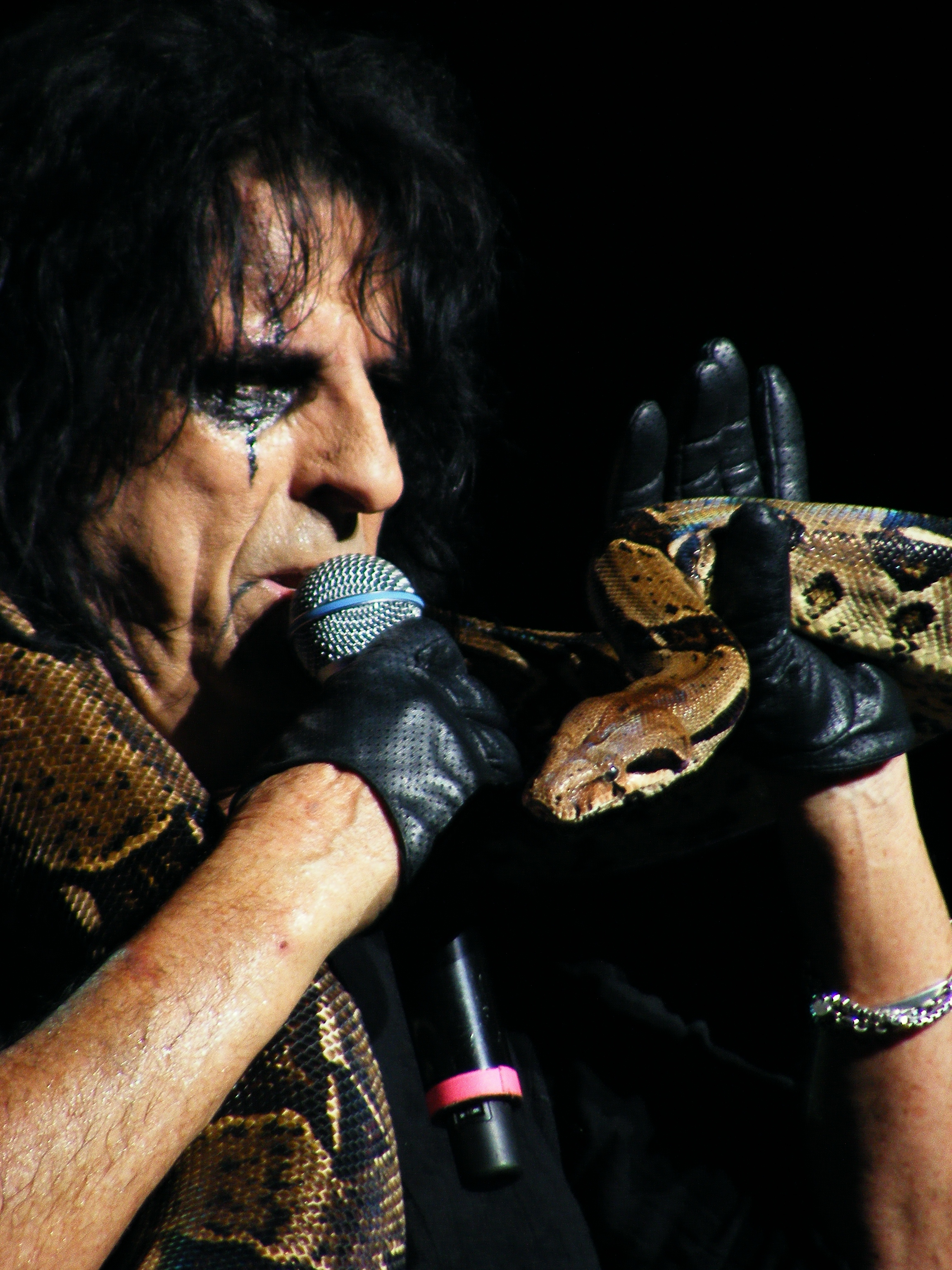
Элис Купер исполнил свой хит «Schools's Out» на симлише для дополнения

Следуя традициям, вместе с данным дополнением были добавлены перезаписанными на симлише синглы.
Например свой сингл Want You Back перезаписала австралийская поп-рок группа 5 Seconds of Summer и другие американские музыканты. Также вместе с дополнением был добавлен музыкальный канал «летний», состоящий из музыкальных хитов 2000х, 1990х и 1980х. Гита Джексон, редактор игрового сайта Kotaku была отдельно разочарована песней Hot in Herre в исполнении Nelly, заметив, что его песня на симлише звучит сухо и показывает, что за последнее десятилетие, некогда известный рэпер окончательно «охрип». Помимо этого, вместе с дополнением был добавлен рождественский канал с тематической музыкой, в том числе созданной композиторами к фильмам. 
| №   | Название                 | Автор(ы)                                        | жанр/звучит вː                    | Длительность |
| --- | ------------------------ | ----------------------------------------------- | --------------------------------- | ------------ |
| 1.  | «Cruel Summer»           | Bananarama                                      | Диско                             | 4:08         |
| 2.  | «Hot in Herre»           | Nelly                                           | Хип-хоп                           | 4:07         |
| 3.  | «Walking on Sunshine»    | Aly & AJ                                        | Поп-рок                           | 3:13         |
| 4.  | «Steal My Sunshine»      | Марк Констансо                                  | Хип-хоп                           | 3:48         |
| 5.  | «Schools's Out»          | Элис Купер                                      | Глэм-рок                          | 4:37         |
| 6.  | «Want You Back»          | 5 Seconds of Summer                             | Поп-рок                           | 2:20         |
| 7.  | «Take Take Take»         | Reigning Shock                                  | Поп-рок                           | 3:16         |
| 8.  | «Al Mundo Paz»           | Тобин Миган                                     | рождественская, (оркестр)         | 3:10         |
| 9.  | «Circle Of Light»        | Патрик Хос                                      | рождественская (пианино)          | 3:33         |
| 10. | «Elfin Magic»            | Александер Л'Эстрейндж                          | рождественская (оркестр)          | 3:21         |
| 11. | «Flurries»               | Гледден Лейси                                   | рождественская (фоновая музыка)   | 2:37         |
| 12. | «Ghostly visits»         | Пол Моттрам                                     | рождественская (оркестр)          | 3:39         |
| 13. | «In The Bleak Midwinter» | The Young Punx! Vs The Camden Choral Collective | рождественская (хор, электроника) | 3:43         |
| 14. | «Magical Moments»        | Пол Моттрэм                                     | рождественская (оркестр)          | 2:33         |
| 15. | «The Holly and The Ivy»  | Илан Эшкери                                     | рождественская                    | 3:32         |
| 16. | «Winter Festival»        | Stobbie Choral Experience                       | рождественская (фоновая музыка)   | 1:46         |
| 17. | «Winter Is Here»         | Энди Хуквейл                                    | рождественская (фоновая музыка)   | 3:37         |

## Критика
| Сводный рейтинг    | Сводный рейтинг |
| Агрегатор          | Оценка          |
| ------------------ | --------------- |
| GameRankings       | 80,00 %         |
| Metacritic         | 80/100          |
| Иноязычные издания |                 |
| Издание            | Оценка          |
| Hardcore Gamer     | [ 36 ]          |
| GameSpace          | 9/10            |
| GamingTrend        | 90 %            |
| Trusted Reviews    | [ 39 ]          |
| COGconnected       | 80 %            |
| Gamesradar         | [ 41 ]          |
| Twinfinite         | [ 42 ]          |
| EGM                | [ 43 ]          |
| Jeuxvideo.com      | 14/20           |

Дополнение, «Времена года» по состоянию на 2019 год, заняло третье место в рейтинге популярности дополнений, составленных по уровню их использования в течение года после выпуска. Дополнение по состоянию на 2020 год заняло четвёртое место в списке лучших дополнений к The Sims 4 по версии критиков. Дополнение критиковали на недостаток оригинального контента, однако хвалили за значительные расширение базового игрового процесса, в том числе и остальных дополнений.
Реакция критиков в целом была крайне положительной, например представительница Hardcore Gamer заметила, что дополнение «времена года» выглядит настолько естественно в игре, что даже после недолгого игрового сеанса, крайне трудно представить игру в The Sims 4 без данного расширения. Рецензентка Gamespace призналась, что была поражена вниманием к мелким деталям в дополнении, а также тем, как тема дополнения затрагивает расширение геймлея симов всех возрастов, в противовес остальным расширениям, предоставляющим новые возможности как правило только взрослым симам. Критик сайта Gaming Trend назвал «Времена года» лучшим дополнением к The Sims 4 из всех раних выпущенных и даже признался, что ощущал его первым реальным дополнением к симулятору жизни. 
Редакция Gamesradar похвалила расширение, заметив, что хотя со стороны «добавление дождя и Санты-Клауса» не выглядит чем то масштабным, на деле же дополнения дарит чувство времени игре и предоставляет множество сюрпризов например в виде управляемых пчёл, болтливого чучела, атакующих гномов, которые сделают геймплей The Sims 4 более увлекательным. Времена года и особенно зима добавляют в игру множество новых видов деятельности и делают опыт игры в симулятор более увлекательным. Среди недостатков, редакция заметила, что сезонные праздники интересно встречать не более одного раза и для поддержания свежести, их придётся либо менять, или же заменять на другие праздники. Гита Джексон из Kotaku также похвалила расширение, заметив, что оно делает мир The Sims 4 более живым, меняющимся, а после того, как игрок попробует «Времена года», он уже не будет удовлетворён базовой игрой.
Ямилия Авендано из Twinfinite заметила, что дополнение «Времена года» делает очередной важный шаг в сторону того, что The Sims 4 выглядит более завершённой, хотя ей по прежнему далеко до The Sims 3 по количеству выпущенного материала. Хотя ролевая модель дополнения гораздо слабее выражена, чем в предыдущих расширениях, там не менее она обогащает базовый геймплей симулятора и подойдёт прежде всего тем игрокам, которые любят создавать истории и играть за семьи. Ямилия также похвалила дополнение за качественную симуляцию погоды, введение праздников и возможность создавать свои собственные. Тем не менее критик была разочарована отсутствием нового игрового мира, «а новые места для активного отдыха на улице были бы ни как некстати».
Холли Грин из Paste заметила важное отличие дополнения от предыдущих, в частности, на первый взгляд кажется, что дополнение едва ли отличается своей масштабностью, там не менее, чтобы раскрыть все возможности «Времён года», не достаточно провести в игре несколько часов, а надо играть в течение длительного времени. Тем не менее Холли считает, что количество нового контента, добавленного с «временами года» слишком мало по сравнению с дополнениями о сезонах к предыдущим частям The Sims, также критик осталась недовольна тем, что дополнение о погоде вышло лишь через четыре года после выпуска базовой The Sims 4.